# Cronologia da pandemia de COVID-19 na Argélia
Este artigo documenta a cronologia da pandemia de COVID-19 na Argélia.

## Cronologia

### Fevereiro

#### 25 de fevereiro
- O primeiro caso é confirmado no país, de um italiano.[1]

#### 28 de fevereiro
- O portador do primeiro caso confirmado foi deportado para a Itália.[2]

### Março

#### 2 de março
- 2 novos casos são confirmados, uma mulher e sua filha.[3]

#### 3 de março
- 5 novos casos são confirmados, elevando o total para 8.[4]

#### 4 de março
- 4 novos casos são confirmados, elevando total para 12.[5]

#### 7 de março
- O 20° caso é confirmado, de um homem que vivia na Espanha.[6]

#### 12 de março
- As duas primeiras mortes são anunciadas, um homem de 78 anos e uma mulher de 55;[7][8]
- O número total de casos é 26.[9]

#### 14 de março
- 3° morte é confirmada;[10]
- São anunciados 12 recuperações;[10]
- O número total de casos é 37.[10][11]

#### 15 de março
- 4° morte é confirmada;[12]
- Mais 11 casos são confirmados, elevando o total para 48.[13]

#### 16 de março
- 6 novos casos são confirmados elevando o total para 54.[14]

#### 17 de março
- 5° morte é confirmada na província de Blida.[15]

#### 18 de março
- 2 mortes são confirmadas, sendo uma na província de El Oued;[16]
- O número total de casos é 75.[17]

#### 19 de março
- 2 mortes são confirmadas, sendo uma na província Médéa;[18]
- 10 novos casos são confirmados elevando o total para 85.[19]

#### 20 de março
- 3 mortes são confirmadas, elevando o total para 12;[20][21][22][23][24]
- Os protestos antigovernamentais foram cancelados.[25]

#### 21 de março
- O número total de casos é 139.[26]

#### 22 de março
- 62 novos casos foram confirmados, elevando o total para 201;[27]
- 2 mortes são confirmadas, elevando o total para 17.[27]

#### 23 de março
- O número total de casos é 230.[28]

#### 24 de março
- 34 novos casos são confirmados, elevando o total para 264;[29][30]
- 2 mortes são confirmadas, elevando o total para 19.[29][30]

#### 25 de março
- 38 novos casos são confirmados, elevando o total para 302;[31]
- 2 mortes são confirmadas, elevando o total para 21.[31]